# Взаємодія людини з котами

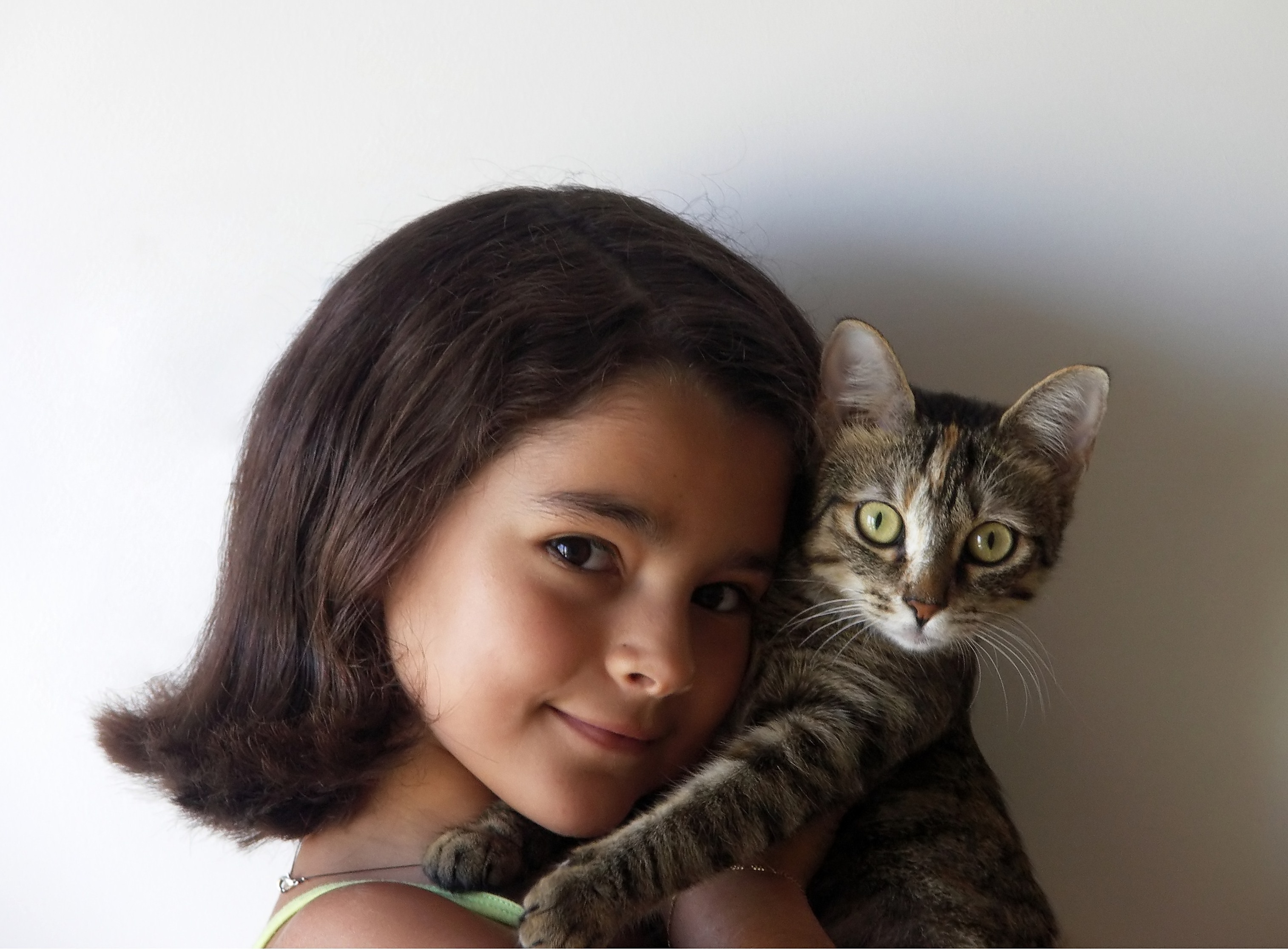
Дівчина з молодим котом

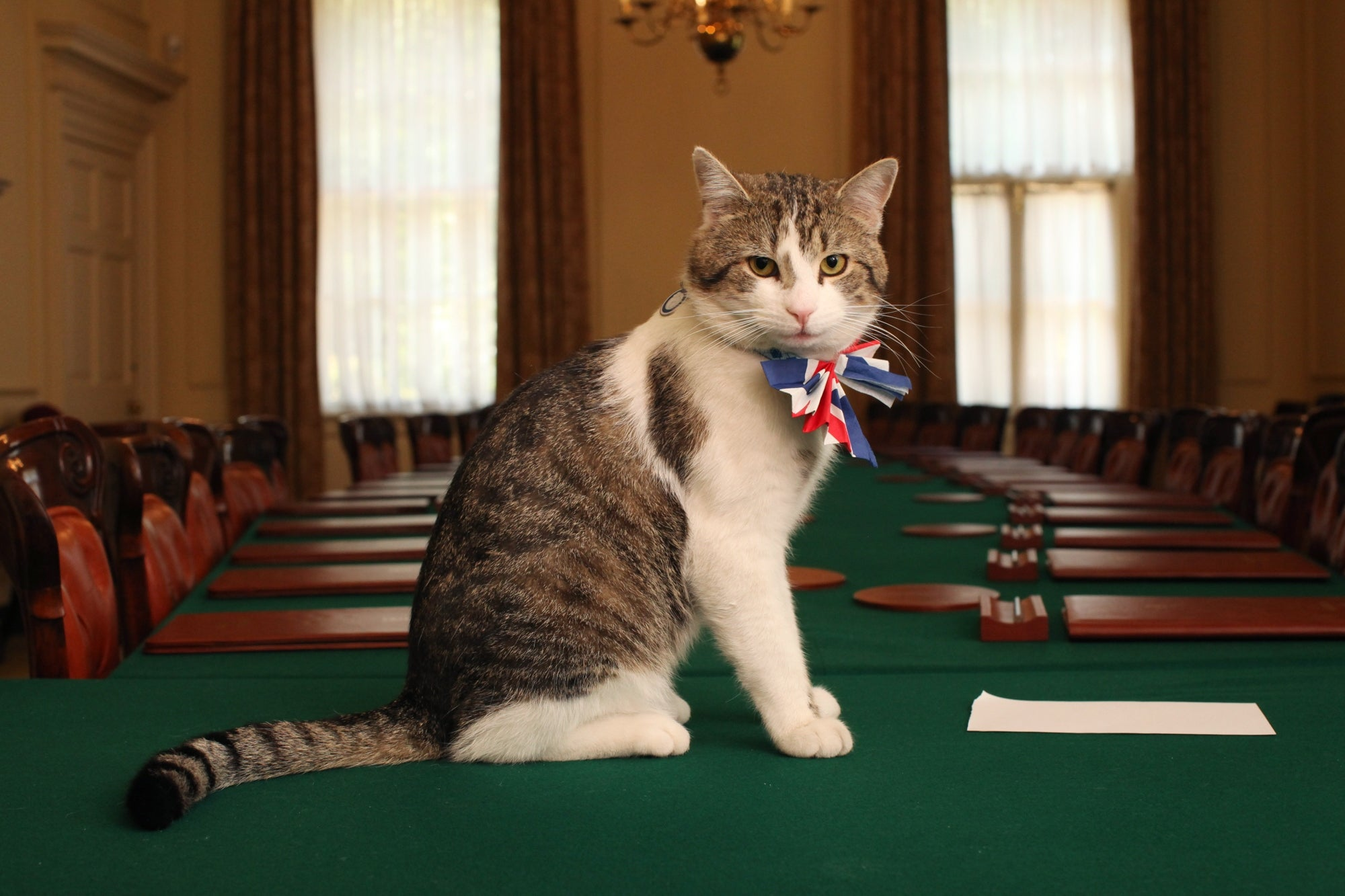
Ларрі — головний мишолов кабінету міністрів 2011 року

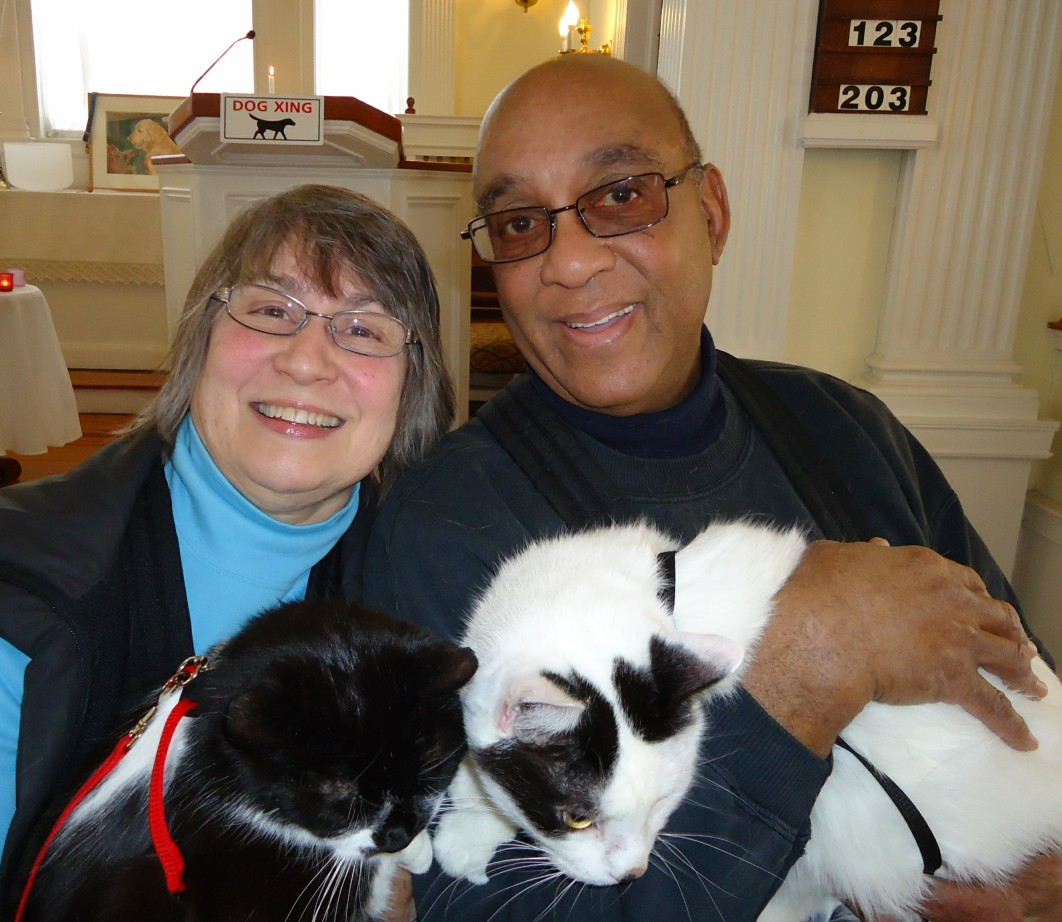
Терапія котами на роботі, Нью-Джерсі, США

Взаємодія людини з котами тягне за собою сотні мільйонів котів, яких утримують як домашніх тварин по всьому світу. У кішок з людьми або мутуалістичні, або взаємодійні стосунки.

## Домашні тварини
Кішки є поширеними домашніми тваринами на всіх континентах світу, постійно населених людьми, і їхню глобальну популяцію важко визначити, за оцінками, коливається від 200 до 600 мільйонів. У 1998 році в Європі було близько 76 мільйонів котів, 7 мільйонів в Японії та 3 мільйони в Австралії. У звіті за 2007 рік зазначено, що близько 37 мільйонів домогосподарств США володіють котами, в середньому 2,2 кішки на домогосподарство, що дає загальну популяцію близько 82 мільйонів; навпаки, у цій країні близько 72 мільйонів домашніх собак. У 1985 році в Сполучених Штатах коти вперше перевищили кількість собак як домашніх тварин, частково тому, що розвиток котячого туалету в середині 20 століття позбавив неприємного сильного запаху котячої сечі.
Хоча володіння кішкою зазвичай асоціюється з жінками, опитування Gallup 2007 року показало, що чоловіки та жінки в Сполучених Штатах Америки з однаковою ймовірністю володіють кішкою. Співвідношення племінних/породистих кішок і випадково вирощених кішок відрізняється від країни до країни. Однак, загалом, чистокровні породи становлять менше 10% від загальної популяції.
Станом на 2021 рік у Сполучених Штатах власники котів зазвичай постійно тримають котів удома. У Сполученому Королівстві більшість котів час від часу виходять на вулицю, а 26% котів постійно перебувають удома.

## Хутро
За даними Гуманного товариства Сполучених Штатів, котів, крім домашніх тварин, також використовують у міжнародній торгівлі хутром. Котяче хутро використовується для виготовлення пальто, рукавичок, шапок, взуття, ковдр і м'яких іграшок. Щоб зробити котячу шубу, потрібно близько 24 котів. Зараз це використання заборонено в кількох країнах, включаючи Сполучені Штати, Австралію та країни Європейського Союзу. Однак, попри заборону, у Швейцарії з котячої шерсті досі роблять ковдри як народний засіб, який, як вважається, допомагає при ревматизмі.

## Боротьба зі шкідниками
Кішки, як і традиційні фермерські та корабельні коти, також використовуються для боротьби зі шкідниками, особливо у випадку зараження пацюками чи мишами. У Сполученому Королівстві з 1500-х років навіть існує офіційний титул «головний мишолов кабінету міністрів» (додаткові обов’язки включають «привітання гостей у домі» , перевірка захисних засобів і перевірка антикварних меблів на якість дрімання").

## Породи
Нинішній перелік порід кішок досить великий: Асоціація любителів кішок США визнає 41 породу, з яких 16 є «природними породами», які, ймовірно, виникли до того, як люди почали розводити племінних кішок, тоді як інші були виведені протягом другої половини 20 століття. Через поширене схрещування багатьох котів просто ідентифікують як належних до однорідних порід домашніх довгошерстих і домашніх короткошерстих, залежно від їхнього типу хутра.

## Вплив на здоров'я людини
Через свій невеликий розмір одомашнені домашні коти становлять невелику фізичну небезпеку для дорослих людей. Однак у США коти наносять близько 400 000 укусів на рік. Це число становить приблизно один з десяти всіх укусів тварин. Котячі укуси можуть інфікуватися, іноді з серйозними наслідками, такими як хвороба котячих подряпин або, дуже рідко, сказ. Кішки також можуть становити небезпеку для вагітних жінок і людей з ослабленим імунітетом, оскільки їхні фекалії в окремих випадках можуть передавати токсоплазмоз. Великий відсоток кішок інфікований цим паразитом, причому рівень зараження коливається від 40 до 60% як серед домашніх, так і бездомних котів у всьому світі. Дослідження вказують на кореляцію між паразитом Toxoplasma gondii, який статевим шляхом розмножується виключно у кішок, і численними психіатричними захворюваннями людини, включаючи ОКР. Компульсивне накопичення котів, симптом обсесивно-компульсивного розладу (ОКР), давно асоціюється з «божевільними жінками-кішками».
Алергічні реакції на кішок є відносно поширеним явищем і трапляються у кожного 3 з 10 американців. Основний алерген, Fel d 1, міститься в слині та/або шерсті всіх порід котів. Були спроби вивести гіпоалергенних кішок, які б з меншою ймовірністю провокували алергічну реакцію. Деякі власники справляються з цією проблемою, приймаючи ліки від алергії, а також часто купаючи своїх котів, оскільки щотижневе купання зменшить кількість шерсті, що виділяється кішкою.
Окрім ризику для здоров’я, спілкування з котами може покращити здоров’я та зменшити фізичні реакції на стрес: наприклад, присутність котів може помірно знизити артеріальний тиск. Володіння кішкою також може покращити психологічне здоров’я, надаючи емоційну підтримку та розвіюючи почуття депресії, тривоги та самотності. Їхня здатність підтримувати товариські та дружні стосунки є поширеними причинами володіння кішкою. Вважається, що коти здатні покращувати загальний настрій своїх господарів. Згідно зі швейцарським дослідженням, проведеним у 2003 році, коти можуть змінити загальний психологічний стан свого власника, оскільки вплив їх компанії можна порівняти з ефектом партнера-людини. Одне дослідження показало, що володіння кішкою пов’язане зі зниженим ризиком інфарктів та інсультів при 95% довірчому інтервалі.
Присутність котів на додаток до їхнього муркотіння, а також погладжування їх може принести як психологічну, так і фізичну користь. Терапевтичних кішок використовують як компаньйонів, щоб допомогти одужати та покращити самопочуття людей, які перенесли інсульт, високий кров’яний тиск, тривогу та/або депресію, щоб назвати небагато. Терапевтичні коти використовуються як компаньйони в центрах ув’язнення для неповнолітніх для дітей з вадами розвитку і для дітей із проблемами мови, мови та слуху. Терапевтичних кішок також іноді використовують у лікарнях, щоб розслабити дітей, які там перебувають, а також допомагати тим, хто перебуває в хоспісі, впоратися зі смертельною хворобою.
Айлурофобія — це рідкісна фобія тварин, яка вражає людей і характеризується постійним і надмірним страхом або ненавистю до котів. Точна причина айлурофобії невідома, і потенційне лікування зазвичай включає терапію. Випадок зі Стівеном Буке є класичним прикладом айлурофобії.

## Генетична схожість з людиною
Коти та люди еволюційно відокремилися від спільного предка (бореоеутерового предка) приблизно 80 мільйонів років тому, накопичивши лише 10–12 хромосомних транслокацій. Порядок восьми генів у Y-хромосомі котів дуже схожий на людський. Гени в Х-хромосомах кішок і людей розташовані подібним чином.
Домашні коти страждають від понад 250 природних спадкових розладів, багато з яких подібні до людських, таких як діабет, гемофілія та хвороба Тея-Сакса. Наприклад, у родоводі абіссінської кішки міститься генетична мутація, яка викликає пігментний ретиніт, який також вражає людей. Домашня кішка також є чудовою моделлю для інфекційних захворювань людини, включаючи ВІЛ/СНІД. Вірус котячого імунодефіциту (FIV) є генетичним родичем ВІЛ.